# 노상추
노상추(盧尙樞, 1746년 2월 26일 ~ 1829년)는 조선(朝鮮) 후기의 무관이다. 본관은 안강(安康)이며, 자는 용겸, 호는 서산와(西山窩)이다. 정조(正祖) 4년(1780년) 무과에 급제하여 1793년 삭주부사가 되었으며, 17세 되던 계축년(1762년)부터 순조 29년(1829년)에 84세로 사망하기까지의 68년의 일생을 적은 《노상추일기(盧尙樞日記)》를 남겼다.

## 집안
안강 노씨는 조선 초 이후 전형적인 영남남인(嶺南 南人)의 가풍을 지닌 사족(양반) 집안이었다. 안강 노씨의 선산(善山) 입향조(入鄕祖)로 알려진 고려 장흥고사 노한(盧?) 때부터 사직 노소종(盧紹宗) 대까지는 별남(현 구미시 봉곡동)에 거주하다가 부장 노관이 현재의 고남평이 있는 독동리의 문동으로 이거 후에 대대로 이 곳을 중심으로 세거하고 있다. 조선 초 영남 사림의 중심인 선산 지역에서 안강 노씨는 노인도(盧仁度), 노호(盧浩), 노진해(盧晋諧) 3부자의 문과 급제 이후 재지사족 중에서도 중심적인 역할을 해 왔고, 송당 박영 문하이자 여헌 장현광의 매형인 노수함(盧守諴)의 아들인 서애 류성룡의 질서인 노경임(盧景任)의 문과 급제 때 그 절정을 이루었으나, 이후 영남 남인이 중앙 정치 무대에서 열세가 되면서 문과를 통해 중앙 관료로 진출하기 어려운 상황에, 숙종 갑술환국 때 노경임의 손자 노이익(盧以益)이 처형되자 안강노씨는 특히 문과를 통해 관계 진출이 사실상 불가능 해진다. 이에 노상추의 조부 노계정(盧啓禎)은 붓을 던지고, 문무 양반의 차별을 감수하면서 불가피하게 무과를 선택할 수밖에 없었으며, 31세 되던 영조(英祖) 원년(1725년) 무과에 급제한 이후 무신란(戊申亂) 때 경상 감영 별장으로 벽군관으로써 종군하여 신임을 얻었고, 수문장에 발탁된 뒤 군수, 군수, 부사, 천총, 영장 등 내외 무관 요직과 전라우수사, 경상좌도 병마절도사(종2품)까지 오른 입지전적인 인물로 영조 당시 대표적인 영남 남인 출신 무관이었다. 이러한 영향으로 그의 손자 노상추를 비롯한 후손들은 무관으로 입신하게 된다.

## 약력
영조 46년(1770년) 노상추는 선산 고남에서 신당리로 옮겨 정식으로 신사례(新射禮)를 하고, 이후 신당포의 활터에서 해주 정씨(海州 鄭氏) 사람들과 함께 활을 익혔다. 32세 되던 해에 노상추는 처음 무과에 응시했으나 낙방하였다.
정조 4년(1780년)에 노상추는 경자년 식년 무과 시험에 급제하였다. 그러나 선천(宣薦)이 좀처럼 나오지 않아 노상추는 한동안 관직을 얻지 못했고, 노상추는 어떻게든 선천을 얻어 보고자 병조판서나 훈련도감 대장(大將), 수군절도사(水軍節度使) 등을 찾아다니며 청탁을 넣었고, 2년 뒤인 1782년 12월에야 선천을 얻어 동도참군(정7품)으로써 처음 관직에 진출하였다. 지방 출신이 선천되었다는 자체가 다른 무과 급제자에 비해 안정된 출세 코스에 진입했으며 노상추의 집안이 양반가임을 입증하는 것이었다. 동왕 8년(1784년) 12월 도정에서 노상추는 금군 별취재에서 3등을 차지했고, 무겸(武兼, 무신 겸 선전관)에 낙점되었다.
정조 11년(1787년)에 노상추는 함경도(咸鏡道) 갑산진관(甲山鎭官)의 진동진 만호에 임명되어 동왕 13년(1789년) 12월까지 근무하고, 14년(1790년) 3월에 돌아와 훈련원주부(訓鍊院主簿)가 되었다. 4월에는 품계가 절충장군(折衝將軍)이 되었다. 정조 15년(1791년) 1월에 오위장이 되지만, 지방관 임명은 주어지지 않았다. 6월 말, 오위장에서 물러나 낙향한 노상추는 4개월 뒤 상경해 관리들을 찾아다니며 복직 운동을 벌여 동왕 16년(1792년) 6월에 오위직에 복귀했다.
정조 17년(1793년) 가을, 노상추는 우연히 군영에서 그의 활쏘는 것을 본 정조의 눈에 띄었고, 그가 노계정의 손자임을 알게 된 정조는 병조판서에게 당상 선전관 자리를 더 늘려 추천할 것을 하교하였다. 이듬해 11월에 노상추는 삭주부사(정3품)로 나가고 우림위장(정3품)까지 오르게 된다.

## 가계
- 고조부 : 노이원(盧以元, 1630년 ~ 1673년)
  - 증조부 : 노성빈(盧聖賓, 1658년 ~ 1718년)
  - 증조모 : 완산(完山, 전주) 이씨(李氏)
    - 조부 : 노계정(盧啓禎, 1695년 3월 14일(음력 1월 30일)~1755년 8월 21일(음력 7월 14일), 무과, 병마절도사
    - 조모 : 영천(永川) 이씨(李氏), 부호군 이시번(李時蕃)의 딸
      - 부: 노철(盧𣻂, 1715년 ~ 1772년), 통덕랑
      - 모1 : 완산(完山) 최씨(崔氏) - 최훤(崔藼)의 딸 (노상식을 낳음)
      - 모2 : 풍양(豐壤) 조씨(趙氏) - 조달경(趙達經)의 딸 (노상추, 노상억과 딸을 낳음)
      - 모3 : 진성(眞城) 이씨(李氏) - 이원복(李元復)의 딸 (후사 없음)
        - 형 : 노상식(盧尙植)
        - 본인 : 노상추(盧尙樞, 1746년 ~ 1829년), 1780년(정조 4년) 무과 급제
        - 첫째부인 : 월성(月城) 손씨(孫氏, ? ~ 1764년)
        - 둘째부인 : 풍산(豊山) 류씨(柳氏, ? ~ 1774년)
        - 셋째부인 : 달성(達城) 서씨(徐氏, ? ~ 1799년 2월 17일), 서린복(徐麟復)의 딸
          - 첫째아들 : 노익엽(盧翼燁, 1771년 ~ 1851년), 1804년(순조 4년) 무과 급제
            - 손자1 : 노명찬(盧明瓚, 1796년 ~ 1835년), 1833년(순조 33년) 무과 급제
            - 손자1 아내 : 함양(咸陽) 박씨(朴氏), 박순녕(朴順寧)의 딸
              - 증손자1 : 노진교(盧鎭嶠, 1819년 ~ 1868년), 1846년(헌종 12년) 무과 급제
              - 증손자1 아내 : 문소(聞韶, 의성) 김씨(金氏), 생원 김필교(金弼敎)의 딸
                - 고손자1 : 노태영(盧泰永)
                - 고손자2 : 노기영(盧基永)
                - 고손녀 : 노씨(盧氏), 남편 김익상(金翊相)

              - 증손자2 : 노진준(盧鎭峻), 숙부 노명숙의 양자로 감
              - 증손자3 : 노진헌(盧鎭巘, 1825년 ~ ?)

            - 손자2 : 노명류(盧明琉)
            - 손자3 : 노명숙(盧明琡)
            - 손자4 : 노명구(盧明球)
            - 손자5 : 노명린(盧明璘)
            - 손녀 : 노씨(盧氏), 손녀사위 최익근(崔翊根)

          - 둘째아들 : 노승엽(盧升燁)
          - 첫째딸 : 노씨(盧氏), 사위 류가조(柳家祚)
          - 둘째딸 : 노씨(盧氏), 사위 김제원(金濟遠)

        - 동생 : 노상근(盧尙根, 1753년(?) ~ 1809년 3월 26일), 1795년(정조 19년) 무과 급제 - 일명 영중(英仲)
        - 누이 : 노씨(盧氏), 남편 유항조(柳恒祚)

## 같이 보기
- 노상추일기
- 《징비록》 - 노상추가 무과 준비를 앞두고 구해서 읽었다고 한다.[8]